# Nikša Radovanović
Nikša Radovanović (Dubrovnik, 22. kolovoza 1972.), tenor, solist opere Hrvatskog narodnog kazališta u Zagrebu.

## Životopis
Rođen je 22. kolovoza 1972. u Dubrovniku. Nakon školovanja u rodnom gradu, studirao je pjevanje na Muzičkoj akademiji u Zagrebu u razredu profesorice Ljiljane Molnar-Talajić i diplomirao 1998. u razredu profesorice Nade Puttar-Gold. Usavršavao se kod profesora Pavela Kamasa. Od 2001. godine solist je Opere HNK u Zagrebu.

## Uloge u HNK u Zagrebu
- Pouzdanik kneza Golicina – Hovanščina Modesta Petroviča Musorgskog, d. Vladimir Kranjčević, r. Georgij Paro, 2. prosinca 1999.;
- Pisar – Hovanščina Modesta Petroviča Musorgskog, d. Vladimir Kranjčević, r. Georgij Paro, 4. prosinca 1999.;
- Abdallo – Nabucco Giuseppea Verdija, d. Miro Belamarić, r. Petar Selem, 3. travnja 2000.;
- Pedrillo – Otmica iz saraja Wolfganga Amadeusa Mozarta, d. Vladimir Kranjčević, r. Georgij Paro, 31. travnja 2000.;
- Benjamin Franklin Pinkerton – Madame Butterfly Giacoma Puccinija, d. Zoran Juranić, r. i sc. pok. Dora Ruždjak-Podolski, 15. lipnja 2000.;
- Alfredo Germont – Traviata Giuseppea Verdija, d. Tomislav Fačini, r. Dora Ruždjak-Podolski, 20. veljače 2001.;
- Rinuccio – Gianni Schicchi Giacoma Puccinija, d. Tomislav Fačini, r. Stephanie Jamnicky, 20. listopada 2001.;
- Grigorij - Boris Godunov Modesta Petroviča Musorgskog, d. Vladimir Kranjčević, r. Georgij Paro, 4. travnja 2002.;
- Tinca – Plašt Giacoma Puccinija, d. Tomislav Fačini, r. Stephanie Jamnicky, 28. svibnja 2002.;
- Rodolfo – La Bohème Giacoma Puccinija, d. Miroslav Homen, r. Nenad Turkalj, 28. studenog 2002.;
- Aleksej – Lizinka Ivana pl. Zajca, d. Saša Britvić, r. Petar Vujačić, 14. veljače 2003.;
- Arbace – Idomeneo Wolfganga Amadeusa Mozarta, d. Nikša Bareza, r. Herbert Kapplmüller i Lisa Stumpfögger, 2. travnja 2003.;
- Wilhelm - Kazališne zgode i nezgode Gaetana Donizettija, d. Berislav Šipuš, r. Caterina Panti Liberovici, 14. srpnja 2003.;
- Init – Oceana Antonija Smareglije, d. Zoran Juranić, r., sc. i kost. Gabbris Ferrari, 25. studenog 2003.;
- Menenije Agripa – Koriolan Stjepana Šuleka, d. Pavle Dešpalj, r. Zoran Juranić, 30. rujna 2004.;
- Pastir –Tristan i Izolda Richarda Wagnera, d. Mladen Tarbuk, r.Jochen Zoerner Erb, 13. veljače 2005.;
- Vojvoda od Mantove – Rigoletto Giuseppea Verdija, d. Zoran Juranić, r. Krešimir Dolenčić, 20. ožujka 2005.;
- Ismaele - Nabucco Giuseppea Verdija, d. Zoran Juranić, r. Petar Selem, 27. svibnja 2005.;
- Gabriele Adorno – Simon Boccanegra Giuseppea Verdija, d. Robert Homen, r. Petar Selem, 3. prosinca 2005.;
- Juranić – Nikola Šubić Zrinjski Ivana pl.Zajca, d. Josip Šego, r. Krešimir Dolenčić, 19. svibnja 2006.;
- Riccardo, grof od Warwicka – Krabuljni ples Giuseppea Verdija, d. Ivo Lipanović, r. Plamen Kartaloff, 7. veljače 2007.

## Uloge na drugim pozornicama
- Produkcije Muzičke akademije Zagreb:
- Janko - Prodana nevjesta Bedřicha Smetane,
- Bepino – Rita Gaetana Donizettija, d. Antun Petrušić
- HNK Osijek:
  - Elvino - Mjesečarka Vincenza Bellinija, d. Zoran Juranić;
  - Ero – Ero s onoga svijeta Jakova Gotovca, d. Mladen Tutavac, r. Ivica Krajač;
  - Dživo – Stanac Jakova Gotovca, d. Petar Ošanjicki, r. Joško Juvančić
- HNK Ivana pl.Zajca Rijeka: Enzo – Gioconda Ruggera Leoncavalla, d. Nada Matošević;
- KD Vatroslava Lisinskog :
  - Vukosav - Ljubav i zloba Vatroslava Lisinskog, d. Pavle Dešpalj;
- Narodno pozorište Sarajevo:
  - Rodolfo – La Bohème Giacoma Puccinija, d. Miroslav Homen,
  - Vojvoda od Mantove – Rigoletto, d. Robert Homen

Još za vrijeme studija nastupio je na brojnim glazbenim priredbama i koncertima. Danas djeluje i kao koncertantni pjevač te nastupa s mnogim ansamblima i orkestrima, primjerice Simfonijskim puhačkim orkestrom HV-a, Zagrebačkom filharmonijom, Simfonijskim orkestrom HRT-a, Mostarskim simfonijskim orkestrom, Filharmonijom iz Pečuha, Budimpeštanskom filharmonijom i Sarajevskom filharmonijom.

## Vanjske poveznice
- Matica hrvatska, Hrvatski operni pjevači 1945-2002.  Arhivirana inačica izvorne stranice od 22. srpnja 2004. (Wayback Machine)